# Charles Marx
Pour les articles homonymes, voir Marx.
Ne doit pas être confondu avec Karl Marx.
Louis Charles Marx (né le 26 juillet 1903 au Luxembourg et mort le 13 juin 1946 en France à Meaux) est un médecin, résistant et homme politique luxembourgeois.
Fondateur à l’âge de 16 ans des « Jeunesses socialistes », on le trouve à 17 ans discutant activement au Cercle social-démocratique de Luxembourg Ville.  Il sera vivement critiqué par le Parti Social-démocrate à cause de ses positions révolutionnaires et anti-élitistes. Il s’oriente idéologiquement sur le Groupe français «Clarté» fondé par Henri Barbusse et exige en décembre 1920 l’adhésion des J.S. à l’Internationale .  Lors de leur congrès du 13 février 1921, la grande majorité des membres des J.S. le suivent, avalisant la division du Parti socialiste, et changent le nom de leur groupe en « Jeunesses communistes ».  Leur journal ne s’appellera plus Neue Jugend, mais Der Junge Kommunist.

## Biographie

### Le médecin
Il étudie la médecine à Paris, où il fréquente l’Hôtel Dieu.  En avril-mai 1933, il passe à Luxembourg l’examen de doctorat en médecine avec distinction. Gynécologue et chirurgien spécialiste de l’estomac, il a été nommé interne des Hôpitaux de Paris et promu chef de clinique chirurgicale à la faculté de médecine de Paris (Hôtel Dieu).  En 1935 sera publiée sa thèse de doctorat sur les soins postopératoires, et particulièrement sur ceux qui doivent être apportés aux patients après les opérations à l’estomac.  En octobre 1935, il est élu membre titulaire de l’Association française de chirurgie et reçoit la même année le prix Le Piez avec titre de lauréat de l’Académie de médecine.
En février-mars 1936, de retour au Grand-duché, il loue à la commune d’Ettelbruck et modernise à ses frais une partie de l’hôpital communal d’Ettelbruck tenu par la Croix-Rouge, situé dans les locaux de l’ancienne école agricole restaurée par la Commune d’Ettelbruck pour la Croix-Rouge, et en fait une clinique privée : la clinique chirurgicale Saint-Louis, première clinique chirurgicale du Nord du Luxembourg.  Il s’y installe le 1er juin 1936. Il dirige la clinique à partir du 1er juin 1936 et s’assure le concours de sœurs de la Congrégation du Très Saint Sauveur de Niederbronn, qu’il a fait venir d’Alsace.
Six semaines donc avant l’avalanche nazie, Charles Marx empêche l’internement de deux aviateurs français de reconnaissance.  Leur avion, touché par la DCA allemande était en effet tombé entre Schieren et Feulen le 2 avril 1940. Le Capitaine (et futur général) Marcel-Pierre Faure et son adjudant-chef Charles Lherbiet ont été amenés à l’hôpital St. Louis à Ettelbrück.  Le docteur Marx prend tout de suite leur cas à cœur, et, après avoir fourni aux autorités des certificats dramatisant la situation de santé des deux Français, organise leur évasion.
Cette évasion et, du même coup, l'infraction aux règles de « neutralité » (étroitement comprises) du Grand-duché, provoqua un tollé au plus haut niveau étatique et diplomatique.  Le gouvernement, dont certains éléments semblaient encore croire en une improbable neutralité du Luxembourg, d’autres ayant simplement peur d’irriter le Reich, le gouvernement donc, fit intenter un procès contre les fauteurs de cette évasion.  Mais entre-temps, c'est-à-dire le 10 mai 1940, les troupes allemandes pénètrent au Grand-duché, et Charles Marx, dont les Allemands « réclament » la tête, n’a d’autre choix que de prendre le large, et quitte le même jour le Grand-duché pour la France.
À la demande des Allemands, le procès sera rouvert et Marx sera condamné par le Tribunal de Diekirch le 14 mars 1941 à huit mois de prison et 2000 Mark d’amende par contumace. Charles Marx est alors à Montpellier, il s'est fait inscrire comme volontaire dans les services sanitaires de l’armée française dès février 1940, et sera durant un certain temps délégué de la Croix-Rouge luxembourgeoise en France, (Ambulance Franco-belge Depage).
Il reprend ensuite, une clinique à Quillan, dans l’Aude, où il exerce son métier de médecin et chirurgien, et aura déjà fréquemment l’occasion de servir sa patrie en tant que personne de contact entre Résistants luxembourgeois et Maquis français.

### Le résistant
En mai 1943, il organise le « réseau Charlotte », un maquis dans la Haute Vallée de l’Aude, et quitte définitivement Quillan en juillet, serré de fort près par la Gestapo. Il sera condamné à mort – une fois de plus par contumace – à la demande des nazis par un tribunal de Montpellier. Louis Knaff, qui avait déjà pris sa place en 1941 comme délégué de la Croix-Rouge luxembourgeoise à Montpellier deux ans plus tôt, le remplacera désormais à la tête la filière d’évasion.
En 1944, Marx devient médecin commandant des FFI (Forces françaises de l’intérieur) et chef de l’administration sanitaire de la Résistance pour la région Aude et Pyrénées-Orientales dans la zone France Sud. Il organise notamment tout un réseau de cliniques secrètes pour résistants blessés, dont celle de Sarlat en Dordogne avec son ami, le docteur Schumacher. Il fit donc partie avec le docteur Schumacher de ceux qu’on appela « médecins de la liberté », à l’instar de ces autres médecins de la Résistance que furent Robert Debré, ou Paul Milliez.
Les 2 et 3 septembre 1944, Marx participe comme commandant dans les FFI à la bataille de libération de Lyon. En octobre 1944 il est appelé à Paris pour occuper le poste de délégué du Conseil médical de la Résistance et attaché au cabinet du ministre de la Santé, sous les ordres du secrétaire d’État Louis Pasteur Vallery-Radot. En novembre 1944 il se réengage dans l’armée française jusqu’à la capitulation allemande du 8 mai 1945 et y organise des structures militaro-chirurgicales franco-américaines.

### Le ministre
Rentré en août 1945 au Grand-duché, il est candidat aux élections législatives du 21 octobre 1945 et devient député, puis ministre de l’Assistance sociale, de la Santé publique, de l’Établissement thermal de Mondorf-État, du Rapatriement et de l’Éducation physique dans le gouvernement d’union nationale (dominé par les Chrétiens sociaux – 1er ministre Pierre Dupong) du 14 novembre 1945.
Charles Marx a repris une Santé publique très négligée.  On avait accordé ce ministère «mineur» à un communiste comme une sorte de sinécure, mais Charles Marx, prit le taureau par les cornes.  Malgré le budget dérisoire (moins de 1 % du budget global, dont moins d’un quart – 0,23 % - pour la Santé) dont disposait son Ministère, il a lancé toute une série de projets pilotes et a fait accomplir à la santé publique luxembourgeoise d’immenses progrès.  Cela lui valut d’ailleurs, au-delà des clivages partisans, la reconnaissance d’une grande majorité de la population, ainsi que l’inévitable jalousie de maints adversaires politiques. 
En très peu de temps, Charles Marx prit à bras-le-corps l’ensemble des problèmes posés par la santé de la population et l’assistance sociale, ainsi que par le rapatriement des exilés. Il sut trouver tous ceux qui étaient disposés à remonter leurs manches, trouver les mots pour les amener à le seconder, et rétablit rapidement des conditions réglées (en attendant, car «réglé» ne signifiait pas pour lui «souhaitable», dans un domaine où presque tout restait à faire). Ces premières mesures assurèrent pourtant déjà, en époque de grande pénurie, l’alimentation des enfants et leur assistance sanitaire, ainsi que l’envoi des plus faibles gratuitement en convalescence en Suisse, et permirent de réduire la mortalité infantile. Elles établirent aussi des visites médicales généralisées et assurèrent l’équipement satisfaisant des pharmacies.
Marx était effaré non seulement par le manque de moyens alloués à la Santé publique, mais aussi par l’état de désuétude dans lequel il la trouva.  Le Collège médical était basé sur une loi de 1901 et la Pharmacie sur une législation vieille de plus d’un siècle.  Le plus urgent auprès de la population étant fait, Marx réorganisa la Santé en une structure étatique véritablement scientifique d’instruction, de réglementation et conseil, et redéfinit les compétences des inspecteurs médicaux, leur subordonnant le Laboratoire d’État comme outil scientifique primordial.
Il fit également voter une loi de planification hospitalière, rendit obligatoire la signalisation des maladies infectieuses, (que d’autres médecins luxembourgeois réclamaient depuis vingt ans, sans que rien fût entrepris) et jeta les fondements d’une véritable médecine préventive.  Un «Conseil national pour la protection de la mère et de l’enfant» fut créé selon ses instructions, dans lequel étaient représentés les ministères intéressés, les médecins, les instituteurs et les mères. Les bains thermaux de Mondorf, jusque-là lieu de cure pour privilégiés, furent ouverts aux assurés sociaux, toutes classes et catégories de revenu confondues. Il débarrassa par exemple l’institution des sages-femmes de maintes pratiques moyenâgeuses et organisa la formation pratique des jeunes médecins.
Marx semble s’être inspiré de la politique du Front populaire de 1936, ainsi que des réformes mises en œuvre en France par le gouvernement d’Union nationale. Il fonda notamment le 11 mars 1946 le Conseil national pour la protection de la mère et de l’enfant, dont il confia la présidence au docteur Charles Jones. Cependant, plusieurs grands projets de Charles Marx, qu’il élabora avec l’assistance du docteur Charles Jones, se heurtèrent à l’opposition de droite au sein même du Gouvernement et du Parlement de l’époque, et ne seront réalisés que beaucoup plus tard; d’autres ne verront jamais le jour et d’autres encore seront ou se voient aujourd’hui peu à peu remis en question.
Homme de terrain, il parcourait sans trêve le pays dans tous les sens, parlait aux mères de famille, descendait dans les mines pour s’entretenir avec les mineurs de leurs conditions de santé et de travail, se rendait dans les usines et sur les chantiers, distribuait des brochures d’information et des tracts, et créa des commissions consultatives. En moins d’un an, Charles Marx parvint ainsi à constituer un intelligent réseau d’institutions, de solidarité et de directives. Celui-ci formera la base et l’essentiel de la politique médicale luxembourgeoise des « trente glorieuses ».
Le 13 juin 1946, au retour d’un voyage en France méridionale et à Paris, Charles Marx meurt à la suite d'un accident de voiture en Île-de-France, près de La Ferté-sous-Jouarre et de Meaux (Seine-et-Marne). Fernande, sa femme, est morte sur le coup. Charles décède à l’hôpital de Meaux, trois heures après l’accident, sans avoir repris connaissance.
Au Luxembourg, où les corps des époux Marx furent transférés immédiatement après le décès de Charles, les drapeaux furent mis en berne dès le 14 juin, et le couple Marx fut inhumé le 17 à Luxembourg ville en présence du prince de Luxembourg, des représentants de la Grande-duchesse, des membres du gouvernement, des principaux corps constitués, des camarades du parti et d’une foule nombreuse. « Je m’incline avec l’expression de ma plus haute estime devant la dépouille du grand patriote et résistant », s’exclama lors de la cérémonie funèbre, au cours d’un discours dithyrambique le premier ministre, Pierre Dupong.

## Distinctions
Charles Marx a été cité à l’Ordre du Jour du Corps d’Armée par le général Marie-Pierre Kœnig avec Croix de Guerre et étoile de vermeil, décoré par les autorités françaises de la Médaille d’honneur du Service de la Santé militaireDistinction, a reçu personnellement du Général de Gaulle la Médaille de la Résistance française, a été nommé commandeur de la Légion d’honneur. Le gouvernement luxembourgeois lui a en outre décerné la croix de l’Ordre de la Résistance à titre posthume.

## Publication majeure
- Le Fonctionnement de l'estomac après gastrectomie (Note : Travail à la Clinique chirurgicale de l'Hôtel-Dieu), Éditeur: Louis Arnette, Paris, 1935,  259 p. ill. 8°, BnL : catalogue collectif bibnet.lu